# ブレンダ・フリッカー
ブレンダ・フリッカー（Brenda Fricker, 1945年2月17日 - ）はアイルランドのダブリン出身の女優である。

## 来歴
親がジャーナリストであったため、女優になる前はアイリッシュ・タイムズで編集助手として働き、ジャーナリストを目指していた。しかし舞台に立つようになり、1964年に端役で映画に出演。1970年代に入ってからテレビや映画に多く出演するようになる。1986年からはイギリスのテレビシリーズ『カジュアリティーズ』に出演していた。
1989年に『マイ・レフトフット』でアカデミー助演女優賞を受賞した。イギリス映画やアイルランド映画で活躍している。
1992年公開の大ヒットコメディ映画『ホーム・アローン2』では、主人公ケビンと友人になる老女のホームレスを演じたことで知られる。

### 私生活
2012年、テレビ番組に出演して破産したことを明かしている。

## 出演作品
| 公開年    | 邦題 原題                                                                          | 役名               | 備考                         |
| --------- | ---------------------------------------------------------------------------------- | ------------------ | ---------------------------- |
| 1986-2010 | Casualty                                                                           | メーガン・ローチ   | テレビシリーズ、72エピソード |
| 1989      | マイ・レフトフット My Left Foot: The Story of Christy Brown                        | ミセス・ブラウン   | アカデミー助演女優賞 受賞    |
| 1990      | ザ・フィールド The Field                                                           | マギー・マッケイブ |                              |
| 1991      | 愛は国境を越えて Lethal Innocence                                                  | ヴィニー           | テレビ映画                   |
| 1992      | マイセン幻影 Utz                                                                   | マータ             |                              |
| 1992      | ホーム・アローン2 Home Alone 2:Lost in New York                                    | 鳩の婦人           |                              |
| 1993      | ハネムーンは命がけ So I Married an Axe Murderer                                    | メイ・マッケンジー |                              |
| 1994      | エンジェルス Angels in the Outfield                                                | マギー・ネルソン   |                              |
| 1994      | マン・オブ・ノー・インポータンス A Man of No Importance                            | リリー             |                              |
| 1995      | ベス/愛の軌跡 A Woman of Independent Means                                         | Mother Steed       | テレビ・ミニシリーズ         |
| 1996      | モル・フランダース Moll Flanders                                                   | Mrs. Mazzawatti    |                              |
| 1996      | 評決のとき A Time to Kill                                                          | エセル             |                              |
| 1997      | トラブルボーダー Masterminds                                                       | マロニー校長       |                              |
| 1998      | 極悪人 RESURRECTION MAN Resurrection Man                                           | ドルカス・ケリー   |                              |
| 1999      | レザレクション/クレアの奇跡 Resurrection                                           | クレアの母親       | テレビ映画                   |
| 2003      | ヴェロニカ・ゲリン Veronica Guerin                                                 | バーニー・ゲリン   |                              |
| 2004      | トラウマ Trauma                                                                    | ペトラ             |                              |
| 2004      | コール・ミー ～ハリウッドと寝た女たち～ Call Me: The Rise and Fall of Heidi Fleiss | マダム・アレックス | テレビ映画                   |
| 2004      | ダンシング・インサイド/明日を生きる Inside I'm Dancing                             | アイリーン         |                              |
| 2007      | あの日の指輪を待つきみへ Closing the Ring                                          | エレノア           |                              |
| 2011      | アルバート氏の人生 Albert Nobbs                                                    | ポーリー           |                              |